# Спецгеофизика
Спецгеофизика — советская и российская организация, специализирующаяся в области разведочной геофизики и физики Земли. В советское время имела статус треста в ведении Мингео СССР.

## История
Создана в 1946 году. В 1950-х годах в Поварово открылось конструкторское бюро буровых машин.
С 1958 году работает методом глубинного сейсмического зондирования на территории Карелии. В 1959 год трест строит школу для детей сотрудников в Поварово.
В 1959 году трест выполнял на территории Прибалтики региональные аэромагнитные и гравиметрические съёмки, сейсморазведку, а также электроразведочные работы методом теллурических токов.
В 1960—1961 гг. трестом «Спецгеофизика» были проведены наблюдения методом глубинного сейсмического зондирования на Кавказе по профилю, пересекшему альпийскую горную систему.
В 1968 году в тресте «Спецгеофизика» создается Специальная опытно-методическая геофизическая экспедиция (СОМГЭ), главной задачей которой стало изучения глубинного строения Земли на основе регистрация сейсмических волн, возбуждаемых подземными ядерными взрывами.
В 1995 году зарегистрирована как ФГУП НПП по геофизическим работах. В 2005 году реорганизована в форме присоединения к в ФГУП «ВНИИГеофизика» в качестве филиала.

## Руководители
- Сулейманов Арсен Кунмаммаевич

## Известные сотрудники
- Галимов, Эрик Михайлович(1936-2020) — геохимик, академик РАН
- Слепак, Владимир Семёнович(1927-2015) — диссидент